# TOTVS
TOTVS (pronunciado TOTUS) es una empresa brasileña de software, con sede en São Paulo.
Con más del 50% de market share en Brasil y posicionada entre los 3 principales players en América Latina, TOTVS cuenta con clientes en más de 40 países.

## Historia
En la década del 80, la microinformática se estaba popularizando y pasó a ganar mercado. Al darse cuenta del potencial que ofrecía el computador personal (PC), Laércio Cosentino, que entonces tenía 23 años y era director de Siga, vio la oportunidad para crear una nueva empresa que desarrollara software que funcionara en microcomputadores para empresas. Propone, durante un almuerzo, una asociación al entonces jefe, Ernesto Haberkorn, propietario de Siga. De esa forma se crea, en septiembre de 1983, Microsiga.
Cada uno de los socios tenía una participación del 50% en la nueva empresa y quedó decidido que Laércio se encargaría de la gestión de la compañía, que surgió con el objetivo de ofrecer soluciones de gestión empresarial integradas y accesibles para las pequeñas y medianas empresas que ya utilizaban microcomputadores.
En 1989, Microsiga puso en marcha un plan audaz de expansión, por medio de su pionero (en el área de la tecnología) sistema de franquicias. El proyecto se bautizó como "Tratado de Tordesillas" y las cuatro franquicias iniciales se abrieron en cuatro localidades brasileñas: Río de Janeiro, Belo Horizonte, Recife y Porto Alegre. 
En 1992, la sede de Microsiga se mudó del barrio de Perdizes a un inmueble en Avenida Braz Leme, Zona Norte de São Paulo. Este evento también puso en marcha la integración de la empresa con la comunidad del vecindario, con acciones de conservación de áreas públicas de la región. En 1994 Microsiga Software S.A. se convierte en la primera empresa brasileña de software en obtener ISO 9001 y recibe certificado de calidad del proceso de Ciclo de Vida de los softwares que desarrollaba.
1995 quedó marcado por el lanzamiento de Advanced Protheus 5 (AP 5), software ERP que sucedió al Siga Advanced. El 1997, la empresa dio inicio a su proceso de internacionalización, con la inauguración de una sucursal en Argentina. Continuando con el proyecto de expansión, la recién inaugurada sucursal en Argentina, intermedió entre 1997 y 2003 la apertura de nuevas franquicias en Chile, Paraguay y Uruguay.
En 1998, el sistema Protheus fue oficialmente lanzado en el mercado. Hoy, el ERP de la Línea Protheus está considerado como líder de mercado, siendo altamente personalizable y con capacidad para atender a empresas de diferentes sectores. Ese mismo año se fundó el Instituto de Oportunidad Social (IOS), entidad que promueve formación profesional gratis y apoyo al empleo de jóvenes y personas con necesidades especiales.
El 1999 quedó marcado por un private equity (modalidad de inversión en empresas cerradas para el mercado de capitales) y la llegada de Advent International Corporation, fondo de inversión estadunidense, que ingresó en el capital social de la compañía, adquiriendo el 25% de las acciones de Microsiga. Finalmente, el lanzamiento oficial del lenguaje ADVPL, un lenguaje propio de la empresa  que brindó bastante flexibilidad para las evoluciones de sus sistemas.
El 2003, Microsiga adquirió activos de la empresa mexicana Sipros, especializada en el desarrollo y comercialización de soluciones informatizadas en planillas de haberes y recursos humanos.
El 2005 Microsiga adquirió una nueva imagen, convirtiéndose en una nueva empresa: TOTVS, con la propuesta de reforzar la posición de que se trataba de una compañía capaz de atender todo y todos con un portafolio de tecnología completo, independiente de la especificidad del sector.
2006 fue el año en el cual TOTVS realizó su IPO (Initial Public Offering), siendo la primera empresa del sector de TI de América Latina en abrir el capital, cotizada en el Nuevo Mercado de B3. Con ese movimiento, TOTVS se consolida por medio de adquisiciones de competidores en el mercado de software, como: RM Sistemas y Datasul.
El 2009 nace el Universo TOTVS, principal evento de la compañía que reúne a clientes para presentar tendencias e innovaciones en sus sistemas y aplicaciones, convirtiéndose, en el transcurso del tiempo, en uno de los principales eventos de tecnología de Brasil.
2010 fue marcado por el ingreso de TOTVS a Estados Unidos, con una alianza firmada con la Universidad de Stanford. En la misma época, la compañía obtuvo valor de mercado de 1 mil millón de dólares, pudiendo considerarse el 1.º Unicornio de Brasil, en una época en que ese término era poco conocido.
El 2012 se inauguró el TOTVS Labs, en Mountain Ville, en Silicon Valley, California (EE. UU.), principal polo mundial de informática y de innovación en esa época. El 2013 TOTVS adquirió otras 5 empresas: Ciashop, PRX, RMS, Seventeen y PC Sistemas.
Otro hecho relevante en aquella época fue la adquisición de una participación minoritaria, por medio de TOTVS Venture, en el capital social de GoodData Corp, una empresa de California (EEUU) proveedora de soluciones de business intelligence en la nube basadas en tecnología big data, que almacena y administra una gran base de datos.
Todavía en ese mismo año, TOTVS lanzó TOTVS Fluig, una plataforma de productividad que permite integrar toda la gestión de documentos y parametrizar workflows, además de garantizar la seguridad de los datos y la confidencialidad de los datos intercambiados entre colaboradores.
El 2015, el 60% del capital social de Neolog se incorporó a TOTVS y, durante el Universo TOTVS, se lanzó la versión 12 de la Línea Protheus, una propuesta perenne que ahora obtiene releases incrementales con más frecuencia que antes, garantizando innovación en funcionalidades y aumento de desempeño y eficiencia para sus clientes.
2017 marca el segundo cambio de sede de TOTVS. El nuevo edificio, en la Avenida Braz Leme, cuenta con 65 mil m² y tiene capacidad para recibir hasta 3 mil personas. Además, permitió la integración de los colaboradores de TOTVS que estaban distribuidos por diferentes unidades en la ciudad de São Paulo-SP.
El 2018 Laércio Cosentino realizó el proceso de sucesión pasando la presidencia de la compañía a Dennis Herszkowicz.Cosentino pasa a ser presidente del consejo de administración de la empresa.
El 2019, el laboratorio de Innovación TOTVS se muda a  Raleigh, en Carolina del Norte (EE. UU.). El año también trajo el anuncio de la operación de Joint Venture de TOTVS con Vtex, promoviendo así la contratación de la plataforma de comercio digital por medio de toda la estructura comercial de TOTVS.
En ese mismo año se lanzó la campaña de comunicación "TOTVS cree en el Brasil que HACE", mostrando que TOTVS apoya el crecimiento, de forma sostenible, de miles de negocios y emprendedores de norte a sur de Brasil, por medio de la oferta de su tecnología. En ese mismo periodo, TOTVS anunció la creación de su unidad de servicios financieros, TOTVS Techfin para ofrecer a sus clientes productos de crédito y pagos B2B.
El 2020, la empresa se comprometió con el lanzamiento de soluciones para apoyar a los clientes en el desafío de la pandemia. En ese año, se creó también el Programa de Diversidad e Inclusión, un paso importante en su estrategia de gestión de personas.
El 2021 presentó una sucesión de hitos importantes para la empresa, como el  lanzamiento de la política ESG, y, a la vez, los reconocimientos con el Premio Exame - Mejores de ESG en el Área de Tecnología y Mejor Empresa de Tecnología en el Premio InfoMoney Mejores en Bolsa.
Ese año también se lanzó una campaña de comunicación, exclusivamente en canales digitales centrada en la marca, a través de una serie de películas, siendo la primera: ‘¡Misterio desvelado! ¡Eso es todo!’. Además de una película sobre su  trayectoria: ‘Grupo de inconformados’.
También el 2021, TOTVS anunció la creación de Dimensa, empresa que es resultado de una sociedad entre TOTVS y B3.
El año se destacó también por otros anuncios muy relevantes, tales como:
- La creación del Fondo CVC para inversiones en Start-ups;[7]
- La captación R$ 1,44 mil millones en follow-on,[8] con la emisión de 39,27 millones de nuevas acciones ordinarias;
- Celebración de los 15 años de la apertura de capital en B3.

El 2022, TOTVS anunció el joint venture con Itaú Unibanco consolidando a TOTVS Techfin con enfoque en la distribución de servicios financieros integrados a los sistemas de gestión de TOTVS, basados en inteligencia de datos y dirigidos a clientes empresariales y a toda su cadena de proveedores, clientes y empleados. La nueva compañía tiene como objetivo principal ampliar,  simplificar y democratizar el acceso a los servicios financieros personalizados y completamente integrados a los sistemas de gestión (ERP).

## Adquisiciones
A lo largo de su historia, TOTVS realizó más de 40 adquisiciones, un poderoso motor para la ejecución de su estrategia de fortalecimiento de su core business y expansión a nuevos mercados. La empresa amplía constantemente su negocio, siempre atenta a nuevas oportunidades de M&A, con el objetivo de reforzar su portafolio.
A continuación se presenta la línea histórica de las principales adquisiciones:
Entre 2004 / 2005 TOTVS  adquirió el 100% del capital social de Sipros. Actualmente, además de la sucursal, TOTVS cuenta con un Centro de Investigación y Desarrollo en México, instalado en la ciudad de Querétaro. El 2005, la empresa adquirió a Logocenter y, el 2006, anunció la adquisición de RM Sistemas por el valor aproximado de R$ 165 millones.
El 2008 se formalizó la fusión entre TOTVS y Datasul, empresa de Joinville (SC), con 30 años de mercado y que era, en esa época, la principal competidora nacional de TOTVS en el área de suministro de software. Entre el 2009 y el 2011 TOTVS adquirió a Total Banco, proveedor de soluciones para el core business de los bancos.
La empresa empezó una operación en San Diego, California, dentro del campus de la Universidad de California, TOTVS Labs, centro de investigación de soluciones en computación en nube (cloud computing), el 2011. Al año siguiente, abrió una oficina en el Valle del Silicio, también en California.
El 2013 TOTVS adquirió siete empresas de software brasileñas: PRX, ZeroPaper, RMS, el 72% de Ciashop, Seventeen Tecnologia da Informação, W&D Participações, controladora de las empresas PC Sistemas y PC Informática y la compañía estadunidense GoodData.
En mayo de 2014, compró, por 75,1 millones de reales, la empresa  Virtual Age de Paraná, que actuaba en el desarrollo de softwares en la nube para empresas de moda textil y confección.
El 14 de agosto de 2015, TOTVS anunció la compra del 100% de la empresa de automatización comercial Bematech, por R$ 550 millones. En mayo de 2019, la empresa vendió la parte de hardware de Bematech por R$ 25 millones a Elgin. También el 2019, la empresa adquirió a Supplier para reforzar el portafolio de crédito de Techfin.
El 8 de abril de 2020, compró la empresa del interior de Paraná Wealth Systems, que actuaba en el desarrollo de software de CRM y de fuerza de ventas en la nube, por R$ 27 millones. Siguiendo en el 2020 adquirió a Consinco, por R$ 252 millones.
El día 21 de diciembre de 2020 fue anunciada la compra de Tail Target por R$ 12 millones. El 9 de marzo de 2021, anunció la compra de la automatizadora de marketing RD Station por R$ 1,86 mil millones. La adquisición fue aproximadamente el 92% de la desarrolladora de Santa Catarina.
El 2022 se destacó por la adquisición de Feedz, por R$ 66  millones, como forma de ampliar la operación en la gestión de experiencia humana.

## 3 Dimensiones de Negocios TOTVS
Recientemente, TOTVS pasó a operar centrada en 3 dimensiones de negocio - Gestión, Techfin y Business Performance, asegurando así la expansión de su operación a nuevas vías de crecimiento. De esa forma, su portafolio también obtuvo esa misma característica.
En Gestión, están sistemas como ERP, plataformas para RR.HH. y soluciones verticales para empresas de diferentes segmentos de la economía (enfoque en el core business). La dimensión Techfin, abarca servicios financieros ofrecidos por medio de la tecnología como crédito B2B, anticipo de cuentas a cobrar, pagos por PIX, tarjeta de crédito o carteras digitales, entre otros. En Business Performance, se presentan soluciones que permiten que los clientes vendan más y, por lo consiguiente, impulsar sus resultados. Aquí están las plataformas de automatización de marketing, inteligencia de datos, CRM, entre otros.

## Mercado Internacional
TOTVS, con su solidez y amplio portafolio, expandió a lo largo de los años sus negocios y se convirtió en un socio estratégico para empresas en Brasil y en el mundo. Hoy es uno de los tres principales players de tecnología de América Latina, con más del 27% de participación de mercado.
Con tecnología de vanguardia y localizada para cada región bajo el punto de vista de reglamentaciones y prácticas fiscales y tributarias, TOTVS apoya a los clientes en el proceso de internacionalización, con la presencia de franquicias y unidades propias en aproximadamente 40 países.
En Argentina están ubicadas dos unidades en Buenos Aires, una responsable de la operación comercial del Hub Sur de América Latina y otra dedicada específicamente al sector de hotelería. En México cuenta con un centro de desarrollo tecnológico en Querétaro y, en la Ciudad de México, una unidad de operación comercial del Hub Norte de América Latina.
Colombia cuenta con una unidad ubicada en Bogotá, responsable de la operación comercial del Hub Andino de América Latina. En Chile existe una unidad en Santiago, dedicada a la comercialización de los productos del segmento de hospitalidad.
En Estados Unidos está TOTVS Labs, laboratorio de innovación de TOTVS,  en Raleigh, la capital del estado de Carolina del Norte.

## Personas (Capital Humano)
TOTVS promueve un entorno de trabajo humano, inclusivo, colaborativo e innovador. Aunque la política de la empresa tenga directrices y procesos estructurados, los colaboradores son estimulados a tener autonomía.
La cultura interna de TOTVS, #SOMOSTOTVERS, está estructurada por los siguientes pilares: Tecnología + Conocimiento son Nuestro ADN; El Éxito del Cliente es Nuestro Éxito; y Valoramos Personas Buenas que son Buenas Personas. Estos son elementos que traducen las características de las personas que componen nuestro capital humano y que orientan sus actitudes.
Para orientación de la gestión en el día a día, TOTVS cuenta con una Política de Relaciones Humanas y Remuneración, cuyo objetivo es establecer las directrices y responsabilidades que deben observarse en el proceso de gestión de personas en TOTVS, en todas las etapas del Ciclo de Gestión de Personas - Atracción, Desarrollo y Comprometimiento -, en línea con la cultura interna y observando el concepto de meritocracia en sus acciones.
Las acciones de atracción y desarrollo se desarrollan respetando y valorando la diversidad y la inclusión entre los colaboradores. TOTVS no practica ni admite actos discriminatorios, ya sea por motivos de raza, cultura, edad, religión, género y orientación sexual o de cualquier otra naturaleza.
La promoción de los derechos humanos, la diversidad y la inclusión forman parte de la cultura y los valores de TOTVS. La importancia de la diversidad e inclusión (D&I), llevó a la Compañía a desarrollar un programa dividido en cuatro pilares principales: género, LGBTI+, personas con discapacidad, raza y etnia. El programa, que sólo entró en vigor tras una amplia investigación con el público interno, se lanzó oficialmente en marzo de 2020.
La diversidad y la inclusión también se consideran uno de los ejes estratégicos para TOTVS, con el objetivo de retener y atraer a los mejores talentos. TOTVS cree que una fuerza de trabajo más diversa e inclusiva es importante no sólo para la innovación, sino también para la comprensión de las necesidades de una base de clientes cada vez más diversificada.
La empresa se unió a los Principios de Empoderamiento de las Mujeres de la ONU (WEPS) y una acción importante en este movimiento fue la creación de #ELASNATOTVS, una base de talentos específica para mujeres interesadas en trabajar en TOTVS. La empresa se sumó a los Principios de Empoderamiento de las Mujeres (WEPS) de la ONU y una acción importante en este movimiento fue la creación de #ELASNATOTVS, una base de talentos específica para mujeres interesadas en trabajar en TOTVS. El programa es válido para todas que se identifiquen con el género femenino y tiene como objetivo promover la igualdad de género en el mercado de tecnología.
El 2021 también se crearon grupos de afinidad, que son espacios seguros en los que los TOTVERS pueden intercambiar experiencias, hablar de diversos temas, de sus especificidades y celebrar quiénes son. Los grupos también existen para que todos puedan reflexionar sobre acciones que deben realizarse en TOTVS para fomentar la participación de los demás TOTVERS y crear un entorno aún más inclusivo. Los grupos de afinidad se dividieron en cuatro grupos minoritarios: género, LGBTQIAPI+, personas con discapacidad y étnico-racial.

## ESG
TOTVS está comprometida con el desarrollo de una agenda ESG, que refleja el propósito de la empresa sobre cómo sus negocios pueden influir e impactar positivamente en la sociedad, como empleador y agente social. La empresa cree en el poder transformador de la tecnología y la capacidad que tiene para construir un ecosistema más digital, productivo, sostenible e inclusivo. Cree también que el fortalecimiento alrededor de los pilares de ESG, ambiental, social y de gobierno, puede generar innumerables oportunidades de generación de valor a los stackholders.
Basándose en la matriz de materialidad, la agenda ESG se actualiza periódicamente, considerando los temas más relevantes para los públicos de interés y aquellos con mayor potencial de impacto positivo.
Desde finales de 2020, TOTVS cuenta con una Política de Sostenibilidad, que define las directrices que guían su actuación en favor del desarrollo sostenible. Desde el 2014, la empresa es signataria del Pacto Global de las Naciones Unidas (ONU) y anualmente comunica, a través del Informe Integrado, los resultados y avances en los temas que componen los compromisos. Además, TOTVS participa de los grupos de trabajo del Pacto Global, incluida la afirmación de los diez principios universales, derivados de la Declaración Universal de los Derechos Humanos, de la Declaración de la Organización Internacional del Trabajo sobre Principios y Derechos Fundamentales en el Trabajo, de la Declaración de Río sobre Medio Ambiente y Desarrollo y de la Convención de las Naciones Unidas contra la Corrupción.
TOTVS fue la primera empresa brasileña de tecnología en firmar el Call to Action de la ONU del Pacto Global, que reconoce la corrupción como uno de los mayores obstáculos para el desarrollo económico y social en todo el mundo.
Además, la Empresa está alineada con los Objetivos de Desarrollo Sostenible (ODS) de la  ONU, agenda mundial adoptada durante la Cumbre de las Naciones Unidas sobre Desarrollo Sostenible en septiembre de 2015, formada por 17 objetivos y 169 metas, que deben cumplirse hasta el 2030.
TOTVS todavía está en proceso de adhesión al Carbon Disclosure Project (CDP), con énfasis en los impactos ambientales y los temas de los cambios climáticos. El 2014, nos unimos al Pacto Empresarial por la Integridad y contra la Corrupción del Instituto Ethos, cuyo objetivo es movilizar, sensibilizar y ayudar a las empresas a administrar sus negocios de manera sostenible y socialmente responsable, así como promover un mercado más íntegro y ético y erradicar el soborno y la corrupción.
Entre las funciones del Pacto figura la asistencia en la implementación de políticas de promoción de la integridad y combate a la corrupción y la movilización de empresas y entidades comerciales. Todavía en el alcance de las iniciativas externas, TOTVS participa del Grupo de Trabajo de Integridad del Instituto Ethos, un espacio de intercambio de experiencias entre empresas para discutir temas de integridad incluyendo prácticas empresariales y la implementación de políticas de promoción de la integridad y de combate a la corrupción, relacionadas con el Pacto Empresarial.